# Molophilus pusillus
Molophilus pusillus là một loài ruồi trong họ Limoniidae. Chúng phân bố ở miền Cổ bắc.